# Osterode (huyện)
Osterode (/ɔstəˈʁoːdə/), tên đầy đủ là Osterode am Harz, là một huyện ở Niedersachsen, Đức. Các huyện giáp ranh (từ phía tây nam theo chiều kim đồng hồ) là: Göttingen, Northeim và Goslar, và bang Thüringen (các huyện Nordhausen và Eichsfeld).

## Lịch sử
Phần núi Harz thuộc triều đại Welfen từ thế kỷ 12. Osterode đã là trung tâm của Công quốc Brunswick-Grubenhagen, một trong những nước nhỏ ở Brunswick-Lüneburg. Sau này công quốc trở thành lãnh thổ của Hanover, và lại rơi vào lãnh thổ vương quốc Phổ năm 1866. Năm 1885, chính quyền Phổ đã thành lập các huyện, trong đó có Osterode.

## Địa lý
Hơn hai phần ba của diện tích huyện này nằm ở tây nam núi Harz, bao gồm phần phía nam của vườn quốc gia Harz.

## Huy hiệu
Huy hiệu có hai con sư tử. Sư tử ở trên là từ huy hiệu Hanover, sư tử ở dưới đại diện cho triều Welfen.

## Các thị xã và đô thị
| Thị xã                                                                  | Samtgemeinden | Samtgemeinden                                    |
| ----------------------------------------------------------------------- | --- | ------------------------------------------------ |
| 1. Bad Lauterberg 2. Bad Sachsa 3. Herzberg am Harz 4. Osterode am Harz | - 1. Bad Grund (Harz) 1. Bad Grund2 2. Badenhausen 3. Eisdorf 4. Gittelde 5. Windhausen1 - 2. Hattorf am Harz 1. Elbingerode 2. Hattorf am Harz1 3. Hörden am Harz 4. Wulften am Harz | - 3. Walkenried 1. Walkenried1 2. Wieda 3. Zorge |
|                                                                         | 1thủ phủ của Samtgemeinde |                                                  |